# Віра Жуковець
Віра Жуковець (нар. 20 березня 1976) — колишня білоруська тенісистка.
Найвищу одиночну позицію світового рейтингу — 225 місце досягла 10 липня 1995, парну — 241 місце — 27 квітня 1998 року.
Здобула 3 одиночні та 4 парні титули туру ITF.
Завершила кар'єру 1999 року.

## Фінали ITF
| Турніри $100,000 |
| Турніри $75,000  |
| Турніри $50,000  |
| Турніри $25,000  |
| Турніри $10,000  |

### Одиночний розряд: 6 (3–3)
| Результат | Ранг | Дата           | Турнір                      | Покриття   | Суперниця           | Рахунок     |
| --------- | ---- | -------------- | --------------------------- | ---------- | ------------------- | ----------- |
| Поразка   | 1.   | 24 жовтня 1994 | Одеса, Україна              | Ґрунт      | Марія Марфіна       | 2–6, 3–6    |
| Перемога  | 2.   | 31 жовтня 1994 | Юрмала, Латвія              | Тверде (i) | Євгенія Куликовська | 6–2, 7–6(4) |
| Перемога  | 3.   | 8 травня 1995  | Мульєт-да-Паралаза, Іспанія | Ґрунт      | Патрісія Сегала     | 7–6(4), 6–1 |
| Поразка   | 4.   | 22 травня 1995 | Барселона, Іспанія          | Тверде     | Гала Леон Гарсія    | 0–6, 0–6    |
| Перемога  | 5.   | 20 жовтня 1996 | Шяуляй, Литва               | Тверде (i) | Zuzana Demeterová   | 6–2, 6–1    |
| Поразка   | 6.   | 28 жовтня 1996 | Юрмала, Латвія              | Килим (i)  | Олена Дементьєва    | 2–6, 2–6    |

### Парний розряд: 6 (4–2)
| Результат | Ранг | Дата           | Турнір            | Покриття   | Партнерка          | Суперниці                          | Рахунок       |
| --------- | ---- | -------------- | ----------------- | ---------- | ------------------ | ---------------------------------- | ------------- |
| Перемога  | 1.   | 6 травня 1996  | Нітра, Словаччина | Ґрунт      | Теодора Недева     | Зузана Валекова Габріела Волекова  | w/o           |
| Перемога  | 2.   | 28 жовтня 1996 | Мінськ, Білорусь  | Тверде (i) | Надія Островська   | Наталія Норейко Даша Овсянникова   | 6–3, 7–6(10)  |
| Перемога  | 3.   | 25 серпня 1997 | Київ, Україна     | Ґрунт      | Надія Островська   | Ірина Корнієнко Олена Крутько      | 6–1, 6–3      |
| Поразка   | 4.   | 5 жовтня 1997  | Тбілісі, Джорджія | Ґрунт      | Ганна Запорожанова | Олена Дементьєва Анастасія Мискіна | 6–3, 0–6, 4–6 |
| Поразка   | 5.   | 13 жовтня 1997 | Шяуляй, Литва     | Килим (i)  | Надія Островська   | Ольга Глущенко Тетяна Пучек        | 5–7, 3–6      |
| Перемога  | 6.   | 20 жовтня 1997 | Юрмала, Латвія    | Килим (i)  | Надія Островська   | Наталія Бондаренко Марина Стець    | 3–6, 6–3, 6–4 |

## Участь у Кубку Федерації

### Парний розряд
| Розіграш     | Стадія             | Дата           | Місце                     | Супротивник                                 | Покриття | Партнерка    | Суперниці                       | W/L | Рахунок       |
| ------------ | ------------------ | -------------- | ------------------------- | ------------------------------------------- | -------- | ------------ | ------------------------------- | --- | ------------- |
| 1994 Fed Cup | E/A Zone k/o stage | 22 квітня 1994 | Бад-Вальтерсдорф, Австрія | Португалія                                  | Ґрунт    | Марина Стець | Жуана Педрозу Софія Празеріс    | L   | 2–6, 2–6      |
| 1995 Fed Cup | E/A Zone Group I   | 18 квітня 1995 | Мурсія, Іспанія           | Латвія                                      | Ґрунт    | Марина Стець | Агнесе Густмане Бушевиця Оксана | L   | 4–6, 6–3, 5–7 |
| 1995 Fed Cup | E/A Zone Group I   | 19 квітня 1995 | Мурсія, Іспанія           | Збірна Швейцарії з тенісу в Кубку Федерації | Ґрунт    | Марина Стець | Мартіна Хінгіс Джоана Манта     | L   | 1–6, 1–6      |
| 1995 Fed Cup | E/A Zone k/o stage | 21 квітня 1995 | Мурсія, Іспанія           | Збірна Чехії з тенісу в Кубку Федерації     | Ґрунт    | Марина Стець | Радка Бобкова Петра Лангрова    | L   | 0–6, 3–6      |